# スタンド・オフ・ミサイル
スタンド・オフ・ミサイル（英語: standoff missile）とは、敵の対空ミサイルの射程外から発射が可能なミサイルのことである。通常、攻撃作戦において陸上や海上の目標に対して使用される。
スタンドオフとは「離れている」との意であり、ミサイルを発射する航空機や艦艇、車両などが、敵の防空システムから離れた安全な場所で攻撃可能なことに由来する。

## スタンド・オフ・ミサイルの一覧
アメリカ合衆国
- AGM-28 Hound Dog
- AGM-69 SRAM
- AGM-86 ALCM
- AGM-129 ACM
- AGM-154 JSOW
- AGM-158 JASSM
- AGM-181 LRSO
- B61 核爆弾
- GAM-87 Skybolt
- Standoff Land Attack Missile

 インド
- DRDO SAAW（英語版）
- Rudram-1（英語版）
- Nirbhay（英語版）

 インド/ ロシア(共同開発)
- BrahMos

 パキスタン
- バーブル
- H-2 SOW（英語版）
- H-4 SOW（英語版）
- ラード　マーク１
- ラード　マーク2
- Takbir（英語版）
- Barq（英語版）
- バーブル-1
- バーブル-1A
- バーブル-2
- バーブル-3
- GIDS REK（英語版）

 イギリス
- ブルースチール

 フランス
- ASMP(空中発射核巡航ミサイル）

 イギリス/ フランス(共同開発)
- ストーム・シャドウ

 南アフリカ共和国
- Umbani（英語版）

 ノルウェー
- Joint Strike Missile

 ソビエト連邦
- ラドゥガ Kh-20
- ラドゥガ Kh-22
- ラドゥガ KSR-5
- ラドゥガ Kh-55
- ラドゥガ Kh-15

 トルコ
- SOM ミサイル（英語版）

 スウェーデン
- KEPD 350

 中国
- YJ-18

## 日本における運用
2020年12月18日、政府は新たなミサイル防衛システムの整備に関する閣議決定で、スタンド・オフ・ミサイルを開発することを正式表明。車両や艦艇、航空機といった多様なプラットフォームからの運用を前提とした12式地対艦誘導弾能力向上型の開発を行うとした。導入理由については「厳しい安全保障環境を踏まえ、諸外国の航空能力の進展が著しい中、自衛隊機が相手の脅威の圏外から対処できるようにすることで、自衛隊員の安全を確保しつつ、我が国を有効に防衛するため」としている。
2022年12月16日に閣議決定された防衛力整備計画でスタンドオフ防衛能力を強化することが明記された。12式地対艦誘導弾能力向上型、島嶼防衛用高速滑空弾及び極超音速誘導弾の開発、トマホークの導入を実施・継続するほか、発射プラットホームとして潜水艦に搭載可能な垂直ミサイル発射システム(VLS)、輸送機搭載システム等を開発・整備することが示された。

### 日本が調達予定のスタンド・オフ・ミサイル一覧[1]
- JSM - 空対艦ミサイル
- LRASM - 空対艦ミサイル
- JASSM-ER - 空対地ミサイル
- ASM-3改 - 開発中
- 12式地対艦誘導弾能力向上型 - 開発中
- 島嶼防衛用新対艦誘導弾 - 研究中
- 島嶼防衛用高速滑空弾 - 2026年度から配備開始予定[7]
- 極超音速誘導弾 - 研究中